# Storenomorpha joyaus
Storenomorpha joyaus är en spindelart som först beskrevs av Benoy Krishna Tikader 1970.  Storenomorpha joyaus ingår i släktet Storenomorpha och familjen Zodariidae. Inga underarter finns listade i Catalogue of Life.